# Talulah Gosh
Talulah Gosh — английская тви-поп-группа из Оксфорда. Они были одной из ведущих групп инди-поп-движения и взяли своё название из заголовка интервью с Клэр Гроган в журнале NME. Предположительно, они образовались в 1986 году, когда Амелия Флетчер и Элизабет Прайс, обе носили бейджи с группой The Pastels, встретились в клубе в Оксфорде. Их первоначальный состав включал Амелию Флетчер (вокал, гитара, основной автор песен), ее младшего брата Мэтью Флетчера (ударные), Питера Момчилоффа (соло-гитара), Роба Пёрси (бас-гитара) и Элизабет Прайс (вокал). Пёрси ушел рано, и его заменил Крис Скотт.
Группа появилась в марте 1986 года, выступая на разогреве у Razorcuts. Вскоре Talulah Gosh дебютировали с записью «I Told You So», на одной стороне гибкого диска с Razorcuts, выпущенного на крошечном лейбле Sha-La-La (чей владелец Мэтт Хейнс впоследствии стал одним из основателей весьма влиятельного Sarah Records). Затем последовала сессия для шоу Дженис Лонг на BBC Radio 1, прежде чем они подписали контракт с эдинбургским лейблом 53rd and 3rd, выпустив свой дебютный EP Steaming Train в 1987 году; звонкие, обаятельные песни группы и вокал, напоминающий сладкую вату, принесли им ярых поклонников и вывели Talulah Gosh на передовую линию того, что британская пресса окрестила «shambling» сценой.
Перед выпуском Steaming Train Прайс покинула группу, устав от их бессистемных, расстроенных живых выступлений — гитары ломались, усилители замыкались, а тарелки разбивались, заставляя группу пытаться чинить свои инструменты между песнями. С Эйтне Фарри, разделяющей вокальные обязанности, Talulah Gosh вернулась в студию в 1987 году, чтобы записать свой второй EP, Where's the Cougar, Matey?; затем последовал сингл «Testcard Girl», но после последней сессии Джона Пила группа распалась в феврале 1988 года, чтобы позволить участникам продолжить свою университетскую карьеру. Братья и сестры Флетчер и Момчилофф позже воссоединились в Heavenly, в котором также участвовал оригинальный басист Роб Пёрси.

## Дискография
Синглы
- "I Told You So" (flexi disc, 1986) (given away with fanzines Are You Scared To Get Happy? No. 3 and Trout Fishing in Leytonstone No. 3)
- "Beatnik Boy" (single, 1986)
- "Steaming Train" (single, 1986)
- "Talulah Gosh" (single, 1987)
- "Bringing Up Baby" (single, 1987)
- "Testcard Girl" (single, 1988)
- "Demos EP" (single, 2011 – recorded 1986)

Сборники
- Rock Legends: Volume 69 (singles compilation, 1987/8 – reissued in 1991 as Talulah Mania)
- They've Scoffed the Lot (radio sessions, 1991)
- Backwash (complete recordings plus live tracks, 1996)
- Was It Just a Dream? (expanded version of Backwash adding demo tracks, 2013)